# المدرسة الحربية العليا (تونس)
المدرسة الحربية العليا (بالفرنسية: École supérieure de guerre)‏ هي مؤسسة تونسية للتعليم العسكري العالي. تأسست بمقتضى قرار وزاري عدد 4556/ 94 المؤرخ في 10 ديسمبر 1994، وفتحت أبوابها في 2 سبتمبر 1996 لتكوين الدورة الأولى. يقع مقر المدرسة في قصر حيدر في القاعدة العسكرية برطال حيدر. منذ تأسيسها تستقبل المدرسة متربصين لمدة 10 أشهر بين شهر سبتمبر ويونيو.

## المهام
المدرسة الحربية العليا تعمل على تكوين ضباط سامين من الجيش الوطني التونسي وكذلك أجانب مؤهلين إلى:
- المساهمة في تصوير العمليات الخاصة بجيش الانتماء والعمليات المشتركة، بين الجيوش، وتخطيطها وتسييرها.
- قيادة وحدة بمستوى فوج أو ما يعادله.
- الاضطلاع بمسؤوليات بأركان جيش الانتماء أو بالهياكل المشتركة بوزارة الدفاع.

يمكنها أيضا تنظيم، ضمن مجالات اختصاصها، دورات تدريبية وفقا للشروط التي يتم وضعها بأمر من وزير الدفاع، وكذلك إجراء دراسات وبحوث موكلة إليها بأمر من الوزير.

تقع هذه المدرسة تحت إشراف وزارة الدفاع التونسية التي تحدد التوجهات العامة للتكوين، والتنظيم العام للدراسات ومخططات تنمية المدرسة.

## مقالات ذات صلة
- رئيس أركان القوات المسلحة (تونس)
- الجيش الوطني التونسي
- وزارة الدفاع الوطني (تونس)

## روابط خارجية
- صفحة مدرسة الأركان على موقع وزارة الدفاع.